# Сухожильный шлем
Сухожильный шлем (лат. Galea aponeurotica) покрывает свод черепа. Сухожильный шлем является сухожильным растяжением, общим для двух пар мышц: лобных и затылочных. В боковых отделах апоневроз постепенно истончается, переходит в височную область и далее теряется в клетчатке щеки.
Сухожильный шлем является центральной частью надчерепной мышцы. Имеет характерные топографо-анатомические особенности, которые обуславливают специфику ран мягких тканей головы.
Сухожильный шлем плотно сращён с кожей головы. Подкожную жировую клетчатку между кожей и сухожильным шлемом пронизывают многочисленные волокнистые перемычки, соединяющие кожу с сухожильным пластом. Поэтому кожа здесь не может быть собрана в складки, и на разрезе комочки жировой клетчатки выступают в виде долек. Эти перемычки имеют самое тесное отношение к адвентиции кровеносных сосудов области. Сосуды, сращённые своей адвентицией, при операционном разрезе или ранении зияют и не спадаются, что обуславливает сильное и длительное кровотечение даже при незначительных ранах кожи головы.

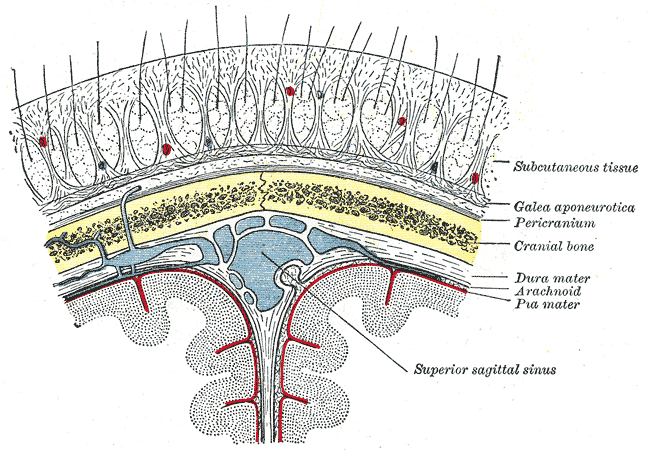
Топографо-анатомические взаимоотношения костей свода черепа и мягких тканей

Нижняя поверхность сухожильного растяжения прилежит к слою рыхлой клетчатки. Благодаря этому обстоятельству, при сокращении лобных и затылочных мышц шлем вместе с кожей и волосяным покровом легко перемещается. В медицине такие топографо-анатомические соотношения объясняют механизм возникновения скальпированных ран. При ранении с вовлечением сухожильного шлема, попадании волос в части движущихся механизмов и др. ситуациях galea aponeurotica вместе с кожей и волосяным покровом отслаивается от свода черепа, образуя скальпированную рану.